# Östlig tornuggla
Östlig tornuggla (Tyto javanica) är en fågel i familjen tornugglor inom ordningen ugglefåglar.

## Utbredning och systematik
Östlig tornuggla delas upp i underarter med följande utbredning:
- T. j. stertens – Pakistan, Indien och norra Sri Lanka till sydvästra Kina och Indokina
- T. j. javanica – Malackahalvön till Stora Sundaöarna och västra Små Sundaöarna
- T. j. sumbaensis – Sumba i Små Sundaöarna
- T. j. meeki – sydöstra Nya Guinea och närliggande öar
- T. j. delicatula – östra Små Sundaöarna till Australien, Salomonöarna och Loyautéöarna samt Samoa
- T. j. crassirostris – Bismarckarkipelagen
- T. j. interposita – Santa Cruzöarna, Banks Islands och norra Vanuatu

Den kategoriserades tidigare som en del av tornugglan (T. alba), men urskiljs allt oftare som egen art.

## Status
IUCN erkänner den inte som art, varför den inte placeras i någon hotkategori.